# Droga wojewódzka 140
Die Droga wojewódzka 140 (DW 140) ist eine Droga wojewódzka (Woiwodschaftsstraße) in der polnischen Woiwodschaft Großpolen. Diese Route verbindet Ciszkowo mit Wronki und führt durch die Puszcza Notecka.

## Städte an der Droga wojewódzka 140
- Ciszkowo
- Krucz
- Jasionna
- Wronki.

## Straßenverlauf
Woiwodschaft Großpolen
- Siedlisko (Stieglitz) (DW 153)
- Lubasz (Lubasch) (DW 153)
- Ciszkowo (Cischkowo) ( DW 153)
- Bahnübergang ( Bahnstrecke Bzowo Goraj–Piła)
- Kreuzung ( DW 149)
- Czarnków (Czarnikau) (DW 182)
- Sieraków (Zirke) (DW 182, DW 150)